# Clé serre tube

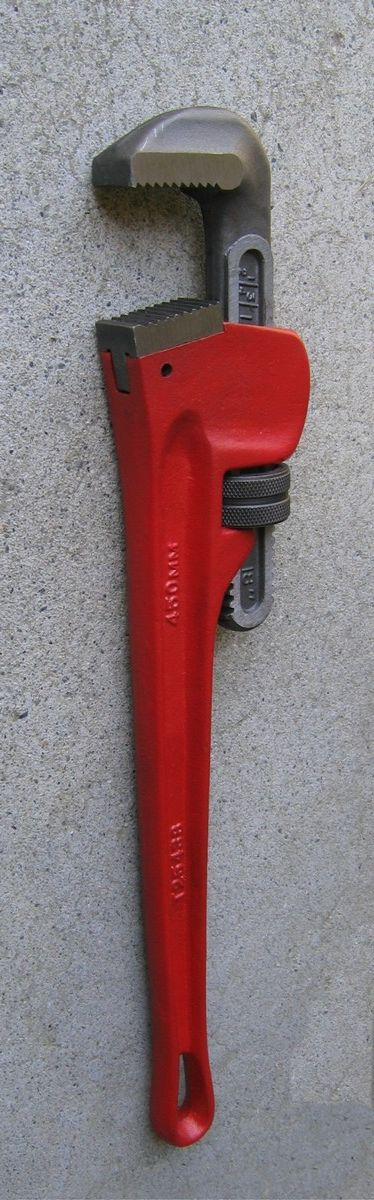
Une clé à griffe.

La clé serre tube, clé à griffe ou clé Stillson, du nom de son inventeur est une clé de serrage à ouverture variable commandée par une molette et crémaillère. C'est un outil de plombier qui est utilisé dans d'autres métiers comme par exemple en mécanique.
Contrairement à la clé anglaise, ses mors ne sont pas parallèles. Son usage sur des écrous ou têtes de vis hexagonales risquera de détériorer leur surface.
Ses mors sont striés afin d'améliorer son adhérence sur les surfaces brutes. L'essentiel de l'adhérence est procuré par l'effet de serrage procuré par l'angle entre les deux mors. L'effort exercé par l'opérateur aura tendance à enfoncer le tube dans la clé qui se retrouvera de plus en plus serré au fur et à mesure que l'effort augmentera. Il en résulte que la clé doit être retournée lorsque l'on change de sens de rotation.